# Terei jezik
Terei jezik (ISO 639-3: buo; buin, rugara, telei), papuanski jezik južnobugenvilske porodice, kojim govori oko 26 500 ljudi (2003 SIL) u papuanovogvinejskoj autonomnoj regiji Bougainville, distrikt Southern Bougainville. 
Zajedno s jezicima siwai [siw] i sebi najsrodnijim jezikom uisai [uis] čini buinsku podskupinu. Latinično pismo.

## Vanjske poveznice
- Ethnologue (14th)
- Ethnologue (15th)